# Coppa Italia di Serie B 2014-2015 (calcio a 5)
La Coppa Italia di Serie B 2014-2015 è stata la diciassettesima edizione della Coppa Italia. Disputata con regolamento invariato rispetto all'edizione precedente, è iniziata il 24 gennaio 2015 e si è conclusa il 12 aprile seguente. Alla Coppa Italia di Serie B sono iscritte d'ufficio le Società classificatesi ai primi quattro posti dei gironi A-B-C-D-E-F del girone di andata del Campionato Nazionale di Serie B secondo quanto stabilito dall'art. 51 punto 7 delle Norme organizzative interne FIGC.

## Giocatori
È fatto obbligo alle Società di impiegare almeno sei giocatori, di cui almeno uno nato dal 1º gennaio 1993, che siano stati tesserati per la FIGC
prima del compimento del 18º anno di età, con tesseramento valido, non revocato e/o non annullato o, in alternativa, che siano cittadini italiani che abbiano assunto il primo tesseramento con la FIGC entro la data del 30 giugno 2013 non essendo stati precedentemente tesserati per alcuna Federazione estera. Nelle stesse gare è inoltre fatto obbligo di impiegare almeno tre calciatori che siano cittadini italiani di cui almeno uno nato dal 1º gennaio 1993.

## Formula
Nella prima fase le 24 squadre sono distribuite in otto gironi triangolari la cui composizione è stata determinata il 17 dicembre 2014, riproponendo la matrice della precedente edizione. La squadra che avrà vinto la prima gara o, in caso di parità,
quella che avrà disputato la prima gara in trasferta riposerà nella seconda giornata mentre nella terza giornata si svolgerà la gara fra le due squadre che non si sono incontrate in precedenza. Le squadre si affrontano reciprocamente tra loro in una gara unica; si qualificano alla fase successiva (final eight) solamente le formazioni vincitrici del girone. Per determinare la squadra vincente si terrà conto nell'ordine: dei punti ottenuti negli incontri disputati; della migliore differenza reti; del maggior numero di reti segnate. Persistendo ulteriore parità, la vincente sarà determinata per sorteggio che sarà effettuato dalla Segreteria della Divisione Calcio a 5.

## Squadre qualificate[4]
La classifica finale del girone di andata relativamente al girone D è stata confermata il 13 marzo 2015 per permettere alla Procura Federale di pronunciarsi in merito alla penalizzazione dell'Olimpus Olgiata. Atteso che la sanzione della penalizzazione di 4 punti, non essendo specificata alcuna decorrenza della stessa nel dispositivo del Comunicato Ufficiale della FIGC N.144/A, dovette riferirsi a decorrere dalla data di pubblicazione del relativo Comunicato, la Divisione Calcio a 5 ha confermato la classifica del Girone D di Serie B pubblicata sul Comunicato Ufficiale N.352.
| Girone A | Girone A         | Girone B | Girone B       | Girone C | Girone C        | Girone D | Girone D         | Girone E | Girone E          | Girone F | Girone F     |
| 1ª       | Prato            | 1ª       | Imola          | 1ª       | Thiene Zanè     | 1ª       | Olimpus Roma     | 1ª       | Bisceglie         | 1ª       | Sammichele   |
| 2ª       | Elmas            | 2ª       | Bubi Merano    | 2ª       | Villorba        | 2ª       | Nursia           | 2ª       | Barletta          | 2ª       | Cisternino   |
| 3ª       | Asso Arredamenti | 3ª       | Real Cornaredo | 3ª       | Diavoli         | 3ª       | Ardenza Ciampino | 3ª       | Virtus Noicattaro | 3ª       | Meta         |
| 4ª       | Bassotti         | 4ª       | Monza          | 4ª       | Carrè Chiuppano | 4ª       | Aprutino         | 4ª       | Venafro           | 4ª       | Sant'Isidoro |

## Prima fase
Le migliori classificate osservano il turno di riposo nella prima giornata di gara e la squadra che disputa la gara in casa è stata determinata tra le restanti due tramite un sorteggio avvenuto il 22 dicembre presso la sede della Divisione Calcio a 5, alla presenza dei rappresentanti delle Società Ardenza Ciampino e Olimpus Olgiata. Le gare della 1ª giornata che coinvolgevano le squadre del girone D sono state rinviate di quasi due mesi per dare modo alla Procura Federale di pronunciarsi in merito alla penalizzazione dell'Olimpus Olgiata.

### 1ª giornata
24 gennaio 2015
- Carrè Chiuppano - Bubi Merano 6-2
- I Bassotti - Futsal Villorba 5-3
- Futsal Monza - Asso Arredamenti 3-2
- Diavoli - Real Cornaredo 3-5
- Sant'Isidoro - Barletta 3-9
- Virtus Rutigliano - Meta C5 3-4

17 marzo 2015
- Aprutino - Cisternino 0-6[13]
- Ardenza Ciampino - Venafro 5-5

### 2ª giornata
3 febbraio 2015
- Bubi Merano - Prato 2-2
- Villorba - Imola 3-5
- Asso Arredamenti - Thiene Zanè 0-6[15]

4 febbraio 2015
- Elmas - Diavoli 3-7

24 marzo 2015
- Olimpus Olgiata - Sant'Isidoro 11-2
- Bisceglie 1990 - Aprutino 10-3
- Sammichele - Ardenza Ciampino 5-2
- Nursia - Virtus Rutigliano 11-3

### 3ª giornata
17 febbraio 2015
- Prato - Carrè Chiuppano 5-7
- Imola - I Bassotti 9-1
- Thiene Zanè - Monza 7-1
- Real Cornaredo - Elmas 13-3

31 marzo 2015
- Barletta - Olimpus Olgiata 2-1
- Cisternino - Bisceglie 1990 4-3
- Venafro - Sammichele 3-6
- Meta C5 - Nursia 4-3

### Classifica[19][20]

#### Girone 1
|  | Squadra         | P.ti | V | P | S | GF | GS | DR |
|  | --------------- | ---- | - | - | - | -- | -- | -- |
|  | Carrè Chiuppano | 6    | 2 | 0 | 0 | 13 | 7  | +6 |
|  | Prato           | 1    | 0 | 1 | 1 | 7  | 9  | -2 |
|  | Bubi Merano     | 1    | 0 | 1 | 1 | 4  | 8  | -4 |
|  |                 |      |   |   |   |    |    |    |

#### Girone 3
|  | Squadra          | P.ti | V | P | S | GF | GS | DR  |
|  | ---------------- | ---- | - | - | - | -- | -- | --- |
|  | Thiene Zanè      | 6    | 2 | 0 | 0 | 13 | 1  | +12 |
|  | Monza            | 3    | 1 | 0 | 0 | 4  | 9  | -5  |
|  | Asso Arredamenti | 0    | 0 | 0 | 2 | 2  | 9  | -7  |
|  |                  |      |   |   |   |    |    |     |

#### Girone 5
|  | Squadra      | P.ti | V | P | S | GF | GS | DR  |
|  | ------------ | ---- | - | - | - | -- | -- | --- |
|  | Barletta     | 6    | 2 | 0 | 0 | 11 | 4  | +7  |
|  | Olimpus Roma | 3    | 1 | 0 | 1 | 12 | 4  | +8  |
|  | Sant'Isidoro | 0    | 0 | 0 | 2 | 5  | 20 | -15 |
|  |              |      |   |   |   |    |    |     |

#### Girone 7
|  | Squadra          | P.ti | V | P | S | GF | GS | DR |
|  | ---------------- | ---- | - | - | - | -- | -- | -- |
|  | Sammichele       | 6    | 2 | 0 | 0 | 11 | 5  | +6 |
|  | Venafro          | 1    | 0 | 1 | 1 | 8  | 11 | -3 |
|  | Ardenza Ciampino | 1    | 0 | 1 | 1 | 7  | 10 | -3 |
|  |                  |      |   |   |   |    |    |    |

#### Girone 2
|  | Squadra  | P.ti | V | P | S | GF | GS | DR  |
|  | -------- | ---- | - | - | - | -- | -- | --- |
|  | Imola    | 6    | 2 | 0 | 0 | 14 | 4  | +10 |
|  | Bassotti | 3    | 1 | 0 | 1 | 6  | 12 | -6  |
|  | Villorba | 0    | 0 | 0 | 2 | 6  | 10 | -4  |
|  |          |      |   |   |   |    |    |     |

#### Girone 4
|  | Squadra        | P.ti | V | P | S | GF | GS | DR  |
|  | -------------- | ---- | - | - | - | -- | -- | --- |
|  | Real Cornaredo | 6    | 2 | 0 | 0 | 18 | 6  | +12 |
|  | Diavoli        | 3    | 1 | 0 | 1 | 10 | 8  | +2  |
|  | Elmas          | 0    | 0 | 0 | 2 | 6  | 20 | -14 |
|  |                |      |   |   |   |    |    |     |

#### Girone 6
|  | Squadra    | P.ti | V | P | S | GF | GS | DR  |
|  | ---------- | ---- | - | - | - | -- | -- | --- |
|  | Cisternino | 6    | 2 | 0 | 0 | 10 | 3  | +7  |
|  | Bisceglie  | 3    | 1 | 0 | 0 | 13 | 7  | +6  |
|  | Aprutino   | 0    | 0 | 0 | 2 | 3  | 16 | -13 |
|  |            |      |   |   |   |    |    |     |

#### Girone 8
|  | Squadra           | P.ti | V | P | S | GF | GS | DR |
|  | ----------------- | ---- | - | - | - | -- | -- | -- |
|  | Meta              | 6    | 2 | 0 | 0 | 8  | 6  | +2 |
|  | Nursia            | 3    | 1 | 0 | 1 | 14 | 7  | +7 |
|  | Virtus Noicattaro | 0    | 0 | 0 | 2 | 6  | 15 | -9 |
|  |                   |      |   |   |   |    |    |    |

## Final eight

### Regolamento
Il torneo prevede gare ad eliminazione diretta di sola andata denominate Quarti di Finale, Semifinali e Finale. Qualora, alla fine dei tempi regolamentari, le gare valevoli per i quarti di finale e/o le gare di semifinale, si concludano con un risultato di parità, la vincente verrà determinata dai tiri di rigore. Limitatamente alla gara di finale, in caso di parità al termine del tempo regolamentare, verranno disputati due tempi supplementari di 5 minuti ciascuno. In caso di ulteriore parità la vittoria della manifestazione si assegnerà tramite i tiri di rigore. Il sorteggio del tabellone della Final eight, in programma dal 10 al 12 aprile al Palazzetto dello Sport di Zanè, si è svolto il 2 aprile a Roma presso la sede della Divisione Calcio a 5.

### Tabellone
|  | Quarti di finale | Quarti di finale | Quarti di finale |                 |            | Semifinali | Semifinali | Semifinali |  |  | Finale | Finale | Finale |  |
|  |                  |                  |                  |                 |            |            |            |            |  |  |        |        |        |  |
|  | Cisternino       | Cisternino       | 7                |                 |            |            |            |            |  |  |        |        |        |  |
|  | Cisternino       | Cisternino       | 7                |                 |            |            |            |            |  |  |        |        |        |  |
|  | Sammichele       | Sammichele       | 3                |                 |            |            |            |            |  |  |        |        |        |  |
|  | Sammichele       | Sammichele       | 3                |                 | Cisternino | Cisternino | 12         |            |  |  |        |        |        |  |
|  |                  |                  |                  |                 | Cisternino | Cisternino | 12         |            |  |  |        |        |        |  |
|  |                  |                  | Carrè Chiuppano  | Carrè Chiuppano | 3          |            |            |            |  |  |        |        |        |  |
|  | Carrè Chiuppano  | Carrè Chiuppano  | Carrè Chiuppano  | Carrè Chiuppano | 3          | 4          |            |            |  |  |        |        |        |  |
|  | Carrè Chiuppano  | Carrè Chiuppano  |                  |                 |            |            |            |            |  |  |        |        |        |  |
|  | Barletta         | Barletta         | 3                |                 |            |            |            |            |  |  |        |        |        |  |
|  | Barletta         | Barletta         | 3                |                 | Cisternino | Cisternino | 8          |            |  |  |        |        |        |  |
|  |                  |                  |                  |                 |            |            |            |            |  |  |        |        |        |  |
|  |                  |                  | Meta             | Meta            | 0          |            |            |            |  |  |        |        |        |  |
|  | Imola            | Imola            | Meta             | Meta            | 0          | 1          |            |            |  |  |        |        |        |  |
|  | Imola            | Imola            |                  |                 |            |            |            |            |  |  |        |        |        |  |
|  | Meta             | Meta             | 5                |                 |            |            |            |            |  |  |        |        |        |  |
|  | Meta             | Meta             | 5                |                 | Meta       | Meta       | 3          |            |  |  |        |        |        |  |
|  |                  |                  |                  |                 | Meta       | Meta       | 3          |            |  |  |        |        |        |  |
|  |                  |                  | Thiene Zanè      | Thiene Zanè     | 2          |            |            |            |  |  |        |        |        |  |
|  | Thiene Zanè      | Thiene Zanè      | Thiene Zanè      | Thiene Zanè     | 2          | 6          |            |            |  |  |        |        |        |  |
|  | Thiene Zanè      | Thiene Zanè      |                  |                 |            |            |            |            |  |  |        |        |        |  |
|  | Real Cornaredo   | Real Cornaredo   | 3                |                 |            |            |            |            |  |  |        |        |        |  |

### Quarti di finale[22]
| Arbitri: | Riccardo Davì (Bologna) Michele Ronca (Rovigo) |
| Crono:   | Cristian Cavicchiolo (Bassano del Grappa)      |

|                                                                                               |           |                                                    |
| Baldassarre 15'08'’, 17'15'’ (t.l.) Montes 19'45'’, 32'49'’, 37’ Martellotta 29'44'’, 37'20'’ | Marcatori | 25'30'’, 29'08'’ (rig.) Joan González 34'16'’ Mide |

| Arbitri: | Massimo Tariciotti (Ciampino) Simone Pisani (Aprilia) |
| Crono:   | Alessandro Bullo (Chioggia)                           |

|                                                         |           |                                                 |
| Lucca 9'43'’ Pedrinho 31'54'’ Iglesias 36'06'’, 37'48'’ | Marcatori | 7'19'’ Calamita 35'50'’ Bizzoca 39'33'’ Garrote |

| Arbitri: | Luca Bertolo (Pordenone) Giulio Colombin (Bassano del Grappa) |
| Crono:   | Filippo Cigaia (Treviso)                                      |

|               |           |                                                                              |
| Borges 7'19'’ | Marcatori | 31'06'’ Bidinotti 36'01'’ Nilson 36'57'’, 37'52'’ Finocchiaro 38'49'’ Ficili |

| Arbitri: | Raffaele Ricci (Foggia) Fabrizio Schirripa (Reggio Calabria) |
| Crono:   | Simone Tassinato (Padova)                                    |

|                                                                                   |           |                                                        |
| Santana 4'17'’, 15'53'’ Manzalli 17'39'’, 30’ Prisma 20'’ (aut.) Carretta 35'13'’ | Marcatori | 14'59'’, 39'12'’ Migliano Minazzoli 38'43'’ Eddassouli |

### Semifinali[23]
| Arbitri: | Ciro Oliviero (Pesaro) Salvatore Giannini (Pisa) |
| Crono:   | Alessandro Ghetti (Bologna)                      |

| |           |                                         |
| De Matos 3'02'’, 25'45'’, 34'53'’ Martellotta 10'59'’, 20'28'’ Solidoro 26'45'’, 28'28'’ Baldassarre 29'20'’, 36'14'’ La Rocca 31'04'’ Lisi 35'52'’ Ricci 38'22'’ | Marcatori | 15'12'’, 31'52'’ Pedrinho 16'29'’ Lucca |

| Arbitri: | Antonio Marino (Agropoli) Michele Caprioli (Venosa) |
| Crono:   | Stefano De Matteis (Mestre)                         |

|                                                |           |                                  |
| Bidinotti 5'24'’ Ficili 10'38'’ Farina 33'44'’ | Marcatori | 0'40'’ Santana 14'23'’ Mazzariol |

### Finale
| Arbitri: | Fabiano Maragno (Bologna) Fabio Pagliarulo (Napoli) |
| Crono:   | Stefano Parrella (Cesena)                           |

| |            | |
| De Matos 14'18'’, 23'53'’, 35'11'’ Martellotta 16'18'’ (t.l.), 19'09'’ (t.l.) Montes 28'21'’, 38'48'’ Solidoro 37'51'’                                                                                | Marcatori  | |
| Gabriel La Rocca Riccardo Punzi Cainan De Matos Francesco Martellotta Danilo Baldassarre Daniele Lisi Rubén Montes Marco Solidoro Valentino Ricci Vanni Castellana Vittorio Schiavone Mirko Lupinella | Formazioni | · Dario Pacini · Orlando Bidinotti · Guglielmo Ficili · Marco Farina · Andrea Finocchiaro · Gianluca Viglianisi · Marco Di Maria · Ivan Buzzanga · Antonino D'Angelo · Salvatore Russo |
| Francesco Castellana | Allenatori | Stefano Bosco |

## Classifica marcatori della fase finale
| Gol |  |  | Giocatore             | Squadra         |
| --- |  |  | --------------------- | --------------- |
| 6   |  |  | Cainan De Matos       | Cisternino      |
| 6   |  |  | Francesco Martellotta | Cisternino      |
| 5   |  |  | Rubén Montes          | Cisternino      |
| 4   |  |  | Danilo Baldassarre    | Cisternino      |
| 3   |  |  | Pedrinho              | Carrè Chiuppano |
| 3   |  |  | Jones Santana         | Thiene Zanè     |
| 3   |  |  | Marco Solidoro        | Cisternino      |
| 2   |  |  | Orlando Bidinotti     | Meta            |
| 2   |  |  | Guglielmo Ficili      | Meta            |
| 2   |  |  | Andrea Finocchiaro    | Meta            |
| 2   |  |  | Joan González         | Sammichele      |
| 2   |  |  | Daniel Iglesias       | Carrè Chiuppano |
| 2   |  |  | Juan Lucca            | Carrè Chiuppano |
| 2   |  |  | Felipe Manzalli       | Thiene Zanè     |

| Gol |  |  | Giocatore                   | Squadra        |
| --- |  |  | --------------------------- | -------------- |
| 2   |  |  | Gabriele Migliano Minazzoli | Real Cornaredo |
| 1   |  |  | Giovanni Bizzoca            | Barletta       |
| 1   |  |  | Márcio Borges               | Imola          |
| 1   |  |  | Giuseppe Calamita           | Barletta       |
| 1   |  |  | Dario Carretta              | Thiene Zanè    |
| 1   |  |  | Rida Eddassouli             | Real Cornaredo |
| 1   |  |  | Marco Farina                | Meta           |
| 1   |  |  | José Antonio Garrote        | Barletta       |
| 1   |  |  | Gabriel La Rocca            | Cisternino     |
| 1   |  |  | Daniele Lisi                | Cisternino     |
| 1   |  |  | João Paulo Mazzariol        | Thiene Zanè    |
| 1   |  |  | Adriano Mide                | Sammichele     |
| 1   |  |  | Nilson                      | Meta           |
| 1   |  |  | Valentino Ricci             | Cisternino     |